# Vardané-Vérino
Vardané-Vérino (del ruso: Вардане-Верино) es un seló del distrito de Ádler de la unidad municipal de la ciudad-balneario de Sochi, en el krai de Krasnodar de Rusia, en el sur del país (Cáucaso occidental). Está situado al oeste del nacimiento del río río Málaya Jerota, 20 km al sureste de Sochi y 187 al sureste de Krasnodar. Tenía 298 habitantes en 2010.
Pertenece al municipio Kudepstinski.